# Foire de la Saint-Jean
Pour les articles homonymes, voir Saint-Jean.
La foire de la Saint-Jean est la principale fête foraine d'Amiens, dans le département de la Somme.

## Historique

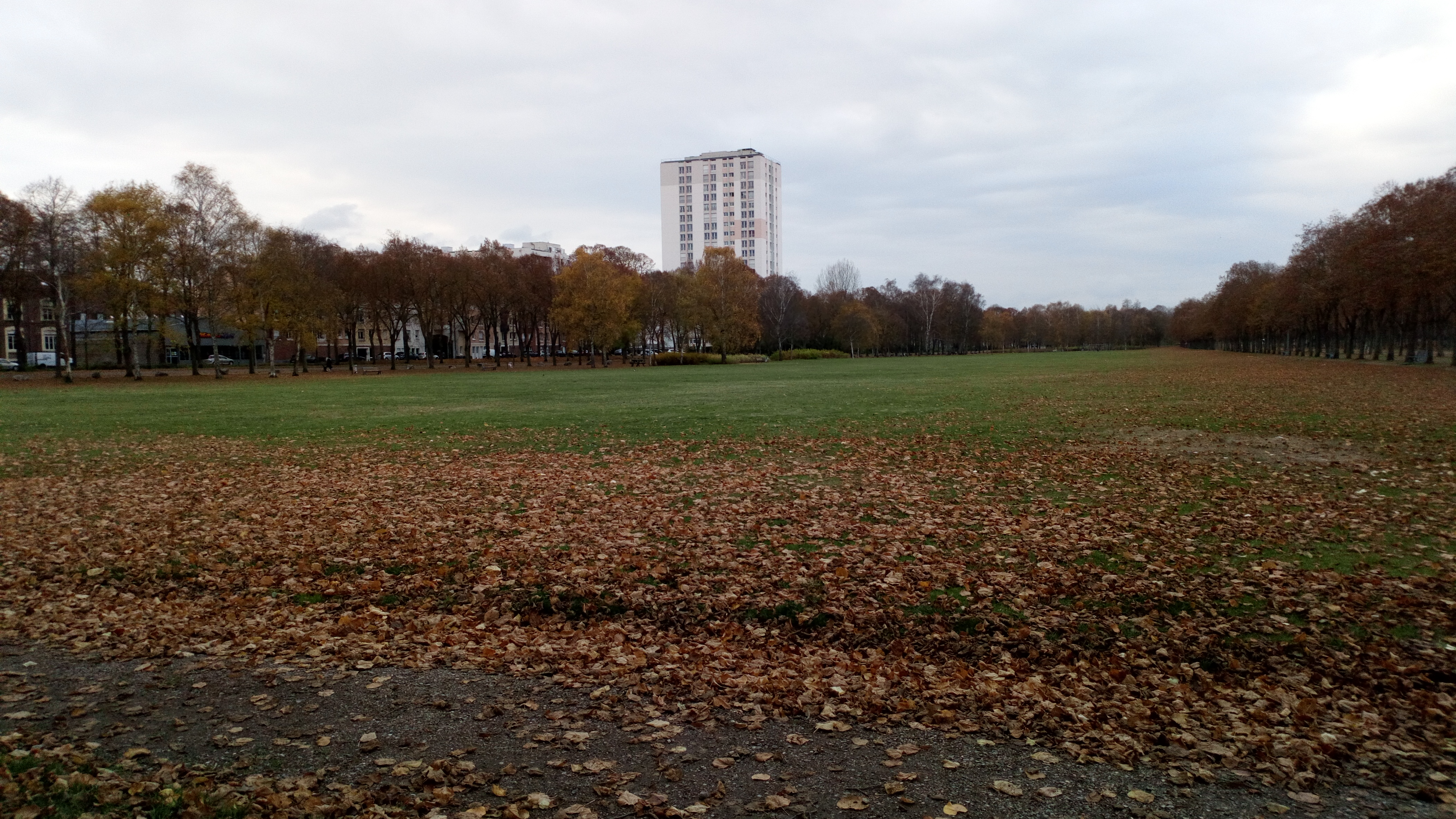
Parc de la Hotoie où s'installe la foire.

C'est l'une des plus anciennes fêtes foraines de France. Son histoire remonte au Moyen Âge, lorsque les reliques de Saint Jean-Baptiste arrivèrent à la cathédrale, au début du XIIIe siècle.
Au fil du temps, la foire s'est déplacée dans la ville, d'abord près de la cathédrale, puis sur les boulevard intérieurs et place Longueville devant le cirque. Elle a été délocalisée au parc de la Hotoie en 1989.
Depuis, il y a plus de 180 attractions, sans oublier des restaurants comme l’Ours Noir. Le parc attire plus de 400 000 personnes chaque année et est l’une des plus grosses fêtes foraines du nord de la France. Cela fait 31 ans que l'exposition traditionnelle de Saint-Jean a quitté les boulevards intérieurs pour le parc de la Hotoie. Durant la pandémie de Covid-19 en France, l’événement n’a pas eu lieu à la date traditionnelle, la repoussant fin juin.